# 磨刀坑水库
磨刀坑水库，又称南湖，是中国广东省广州市白云区同和街道境内的一座水库，建于1957年。水库正常库容为516万立方米，平均水深为7.74米，集雨面积为14.25平方千米。